# Tipula antarctica
Tipula antarctica är en tvåvingeart som beskrevs av Alexander 1920. Tipula antarctica ingår i släktet Tipula och familjen storharkrankar. Inga underarter finns listade i Catalogue of Life.